# Muzeum Farmacji w Bratysławie
Muzeum Farmacji - Apteka Pod Czerwonym Rakiem w Bratysławie (słow. Múzeum farmácie - lekáreň U červeného raka, Farmaceutické múzeum; ang. Museum of Pharmacy - pharmacy At the Red Crayfish) – muzeum dokumentujące historię farmacji w Bratysławie; oddział Muzeum Miasta Bratysławy.